# روي ببكر
روي ببكر (بالإنجليزية: Roy Baker)‏ (1954 ببرادفورد في المملكة المتحدة - ) هو لاعب كرة قدم بريطاني في مركز الهجوم. لعب مع برادفورد سيتي ونادي جيزيلي ‏ وThackley A.F.C. ‏.